# Hugo Magnusson
Adolf Hugo Magnusson, född 1 mars 1885 i Gottröra församling, Stockholms län, död 14 juli 1964 i Göteborgs Annedals församling, Göteborg
, var en svensk naturforskare med inriktning mot lavar.
Magnusson började 1904 studera botanik vid Uppsala universitet men tvingades avbryta studierna av ekonomiska skäl redan efter ett år och utbildade sig i stället till folkskollärare. År 1909 inskrevs han vid Göteborgs högskola, där han avlade filosofie kandidatexamen 1913 och filosofisk ämbetsexamen 1914. Han arbetade som lärare fram till sin pensionering. 
Inte desto mindre blev Hugo Magnusson en internationellt känd lichenolog som nybeskrev omkring 900 arter. Han studerade alla möjliga lavar, men var särskilt intresserad av skorplavar som Acarospora, Caloplaca, Lecanora, Lecidea och Rinodina. När det gäller busklavar ägnade han sig bland annat åt släktena Stereocaulon och Ramalina. 
Bland Magnussons publikationer märks en monografi över lavarna på Hawaii och en genomgång av de lavar som insamlats av Sven Hedin i Centralasien. Han blev filosofie hedersdoktor vid Uppsala universitet 1932 och ledamot av Kungliga Vetenskaps- och Vitterhetssamhället i Göteborg 1956. 
Auktorsnamnet H.Magn. kan användas för Hugo Magnusson i samband med ett vetenskapligt namn inom botaniken; se Wikipediaartiklar som länkar till auktorsnamnet.

## Källa
- Ove Almborn: A Hugo Magnusson i Svenskt biografiskt lexikon